# لفظ علمي
اللفظ العلمي هو اللفظ المنسوب إلى العلماء بمعنى اللفظ الذي وضعه العلماء أو ردوه إلى دائرة الاستعمال، أي كل لفظ مصدره أهل العلم.
اللفظ العلمي خلاف اللفظ العامي
غير أنه ليس نقيضا له. فاللفظ العلمي إذا أخذت العامة في استعماله في كلامها فإنه يسمى باللفظ العامي أيضا. أما إذا بقي استعماله محصورا على العلماء فهو عندها من الاصطلاح العلمي أي أنه لفظ علمي بحت.

## حواش
1. ↑  المقابلات في اللغات:
  - الفرنسية mot savant "كلمة عالمة"
  - الألمانية Buchwort "كلمة كتابية" ويراد به على وجه الخصوص اللفظ المنقول من اللغة القديمة والمستعمل في اللغة الحديثة بلا تغيير. مثلا لفظ القرآن بالقاف في عربية مصر حيث تلفظ القاف همزة.
2. ↑  المقابلات في اللغات:
  - الفرنسية mot courant "كلمة دارجة"
  - ألمانية: Kolloquialismus "عامية" ويقصد منه بوجه مخصوص اللفظ العامي المنقول من اللغة المحكية والمستعمل في نص مكتوب باللغة الفصحى.